# Maui Shell
Maui Shell is een lichtgewicht werkomgeving voor Linux en andere op UNIX gebaseerde systemen. De werkomgeving wordt ontwikkeld door de makers van Linuxdistributie Nitrux en maakt gebruik van de Qt-toolkit en MauiKit. Maui Shell is ook op andere Linuxdistributies te installeren.
Maui Shell is modulair en past zich aan de schermgrootte aan. Zodoende kan de werkomgeving in zowel mobiele als desktopmodus gebruikt worden, op respectievelijk smartphones en tablets/pc's.

## Geschiedenis
Maui Shell werd in december 2021 aangekondigd; de eerste alfaversie verscheen in april 2022.
In 2024 kondigde het Nitrux-team aan dat de Linuxdistributie, na het overzetten van Maui Shell van Qt 5 naar Qt 6, voortaan met die werkomgeving zou worden geleverd in plaats van met KDE Plasma 5.

## Programma's
Maui Shell wordt geleverd met diverse eigen programma's, waaronder bestandsbeheerder Index, fotoprogramma Pix en muziekspeler VVave. De programma's zijn allen gemaakt met behulp van MauiKit, een toolkit op basis van Qt, ontwikkeld door de teams van Nitrux en KDE.

## Interactie en vormgeving
De werkomgeving beschikt over een paneel aan de bovenzijde van het scherm, met daarop onder andere het menu met snelle instellingen, meldingen en de datum en tijd. Aan de onderzijde van het scherm wordt een dock getoond, met daarop alle favoriete en geopende programma's, evenals knoppen voor het menu met alle geïnstalleerde programma's en de programma- en werkbladwisselaar.
Op touchscreens berust de interface sterk op gebaren. Zo wordt bijvoorbeeld met een veeg vanaf de onderkant van het scherm de programma- en werkbladwisselaar getoond. Ditzelfde kan op een desktop worden bereikt door met de muisaanwijzer onder de balk te vegen (als alternatief voor de hierboven genoemde knop).
Maui Shell werd in 2022 door TechRepublic een kruising tussen Pantheon, Cinnamon, KDE en Deepin genoemd.

## Galerij

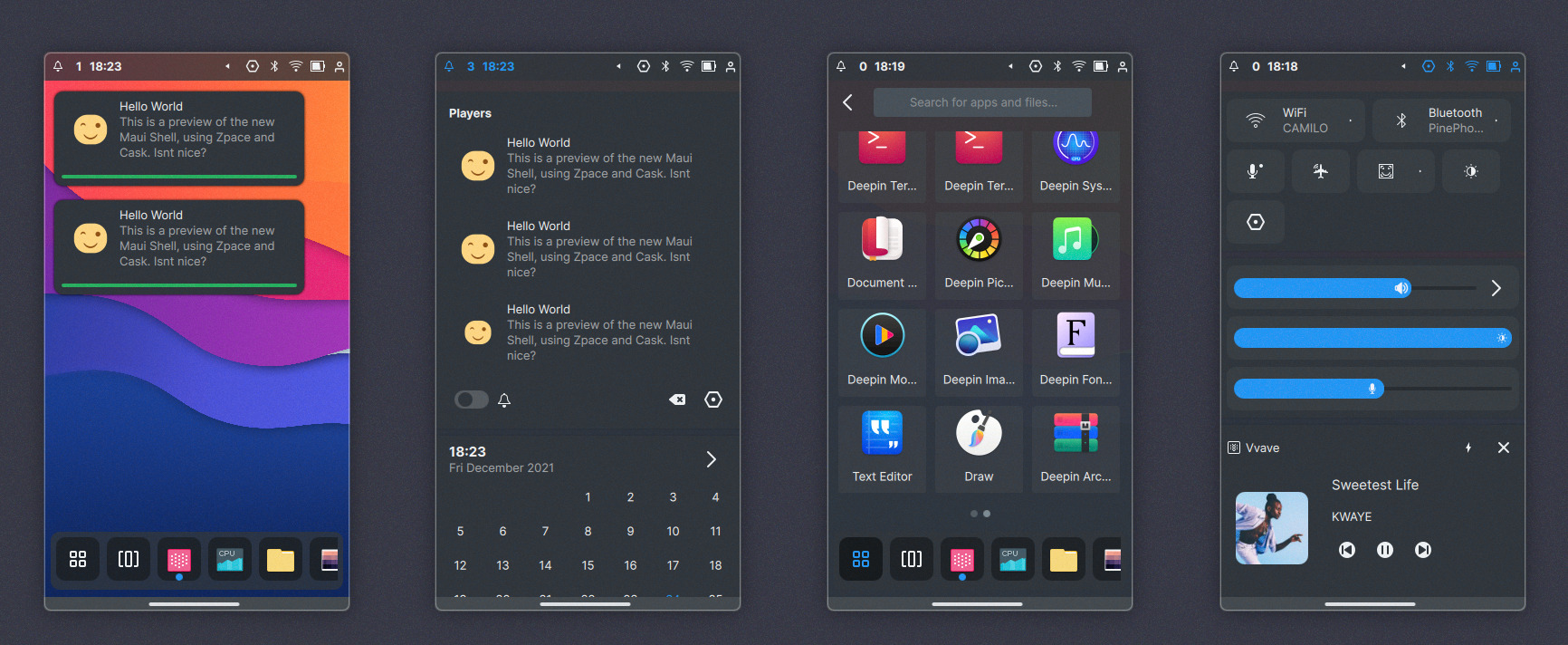
Maui Shell op smartphones (2022)
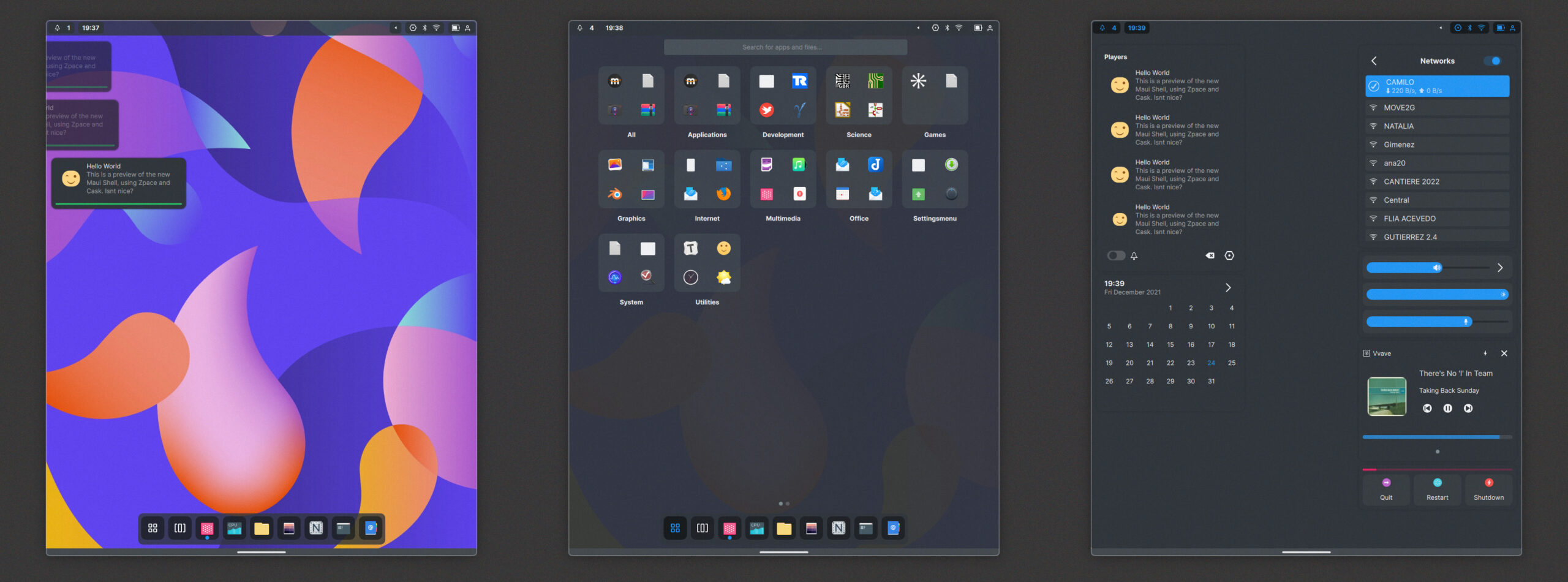
Maui Shell op tablets (2022)